# Superpuchar Chorwacji w piłce nożnej
Superpuchar Chorwacji w piłce nożnej (chorw. Hrvatski nogometni superkup) – trofeum przyznawane zwycięskiej drużynie meczu rozgrywanego pomiędzy aktualnym Mistrzem Chorwacji oraz zdobywcą Pucharu Chorwacji w danym sezonie (jeżeli ta sama drużyna wywalczyła zarówno mistrzostwo, jak i Puchar kraju - to mecz nie rozgrywano).

## Historia
W sezonie 1992 odbył się pierwszy oficjalny mecz o Superpuchar Chorwacji. Pierwszy pojedynek rozegrano 18 lipca 1992 roku. W tym meczu Hajduk Split pokonał w rzutach karnych 3:1 Inter Zaprešić. Rozgrywki o Superpuchar Chorwacji rozgrywane są na neutralnym terenie. Od 1995 do 1998 trofeum nie przyznawano tak jak zwycięska drużyna zdobywała dublet - mistrzostwo i Puchar (Hajduk Split 1995; Croatia Zagrzeb 1996, 1997, 1998). Również w latach 1999 i 2000 mecz pomiędzy mistrzem a zdobywcą Pucharu nie rozgrywano. W latach 2007–2009, 2011–2012, 2015–2016, 2018, 2021 oraz 2024 Superpuchar znów nie rozgrywano tak dublet zdobywał Dinamo Zagrzeb. W 2017 roku HNK Rijeka też osiągnął taki sukces. W 2020 z powodu pandemii COVID-19 mecz o Superpuchar pomiędzy Dinamem Zagrzeb a HNK Rijeką początkowo został przełożony, a potem zrezygnowano z gry.

## Format
Mecz o Superpuchar Chorwacji rozgrywany jest przed rozpoczęciem każdego sezonu. W przypadku remisu po upływie regulaminowego czasu gry przeprowadza się dogrywka. Jeżeli i ona nie wyłoni zwycięzcę, to od razu zarządzana jest seria rzutów karnych. 

## Zwycięzcy i finaliści
| Sezon                                                                     | K | K | T | Zwycięzca      | Wynik            | Finalista       | Data, miejsce                         | Uwagi          |
| Superpuchar Chorwacji w piłce nożnej (chorw. Hrvatski nogometni superkup) |   |   |   |                |                  |                 |                                       |                |
| 1992                                                                      |   |   | 1 | Hajduk Split   | 0:0 pd. (k. 3:1) | Inker Zaprešić  | 18.07.1992, Maksimir, Zagrzeb, 10.000 |                |
| 1993                                                                      |   |   | 2 | Hajduk Split   | 4:4              | Croatia Zagrzeb | 1.08.1993, Maksimir, Zagrzeb, 30.000  |                |
| 1994                                                                      |   |   | 3 | Hajduk Split   | 1:0              | Croatia Zagrzeb | 24.07.1994, Poljud, Split, 30.000     |                |
| 1995–2001                                                                 |   |   |   |                |                  |                 |                                       | nie rozgrywano |
| 2002                                                                      |   |   | 1 | Dinamo Zagrzeb | 3:2 pd. (zg.)    | Zagrzeb         | 21.07.2002, Maksimir, Zagrzeb, 10.000 |                |
| 2003                                                                      |   |   | 2 | Dinamo Zagrzeb | 4:1              | Hajduk Split    | 20.07.2003, Maksimir, Zagrzeb, 7.000  |                |
| 2004                                                                      |   |   | 4 | Hajduk Split   | 1:0              | Dinamo Zagrzeb  | 17.07.2004, Poljud, Split, 17.000     |                |
| 2005                                                                      |   |   | 5 | Hajduk Split   | 1:0 pd.          | Rijeka          | 15.07.2005, Poljud, Split, 18.000     |                |
| 2006                                                                      |   |   | 3 | Dinamo Zagrzeb | 4:1              | Rijeka          | 19.07.2006, Maksimir, Zagrzeb, 15.000 |                |
| 2007–2009                                                                 |   |   |   |                |                  |                 |                                       | nie rozgrywano |
| 2010                                                                      |   |   | 4 | Dinamo Zagrzeb | 1:0              | Hajduk Split    | 17.07.2010, Maksimir, Zagrzeb, 8.000  |                |
| 2011–2012                                                                 |   |   |   |                |                  |                 |                                       | nie rozgrywano |
| 2013                                                                      |   |   | 5 | Dinamo Zagrzeb | 1:1 pd. (k. 4:1) | Hajduk Split    | 6.07.2013, Maksimir, Zagrzeb, 12.000  |                |
| 2014                                                                      |   |   | 1 | Rijeka         | 2:1              | Dinamo Zagrzeb  | 11.07.2014, Kantrida, Rijeka, 8.000   |                |
| 2015–2018                                                                 |   |   |   |                |                  |                 |                                       | nie rozgrywano |
| 2019                                                                      |   |   | 6 | Dinamo Zagrzeb | 1:0              | Rijeka          | 13.07.2019, Maksimir, Zagrzeb, 5.075  |                |
| 2020–2021                                                                 |   |   |   |                |                  |                 |                                       | nie rozgrywano |
| 2022                                                                      |   |   | 7 | Dinamo Zagrzeb | 0:0 pd. (k. 4:1) | Hajduk Split    | 9.07.2022, Maksimir, Zagrzeb, 16.532  |                |
| 2023                                                                      |   |   | 8 | Dinamo Zagrzeb | 1:0              | Hajduk Split    | 15.07.2023, Maksimir, Zagrzeb, 17.707 |                |
| 2024                                                                      |   |   |   |                |                  |                 |                                       | nie rozgrywano |

Uwagi:

- wytłuszczono i kursywą oznaczone zespoły, które w tym samym roku wywalczyły mistrzostwo i Puchar kraju (dublet),
- wytłuszczono zespoły, które zdobyły mistrzostwo kraju,
- kursywą oznaczone zespoły, które zdobyły Puchar kraju.

## Statystyka

### Klasyfikacja według klubów
W dotychczasowej historii finałów o Superpuchar Chorwacji na podium oficjalnie stawało w sumie 5 drużyn. Liderem klasyfikacji jest Dinamo Zagrzeb, który zdobył trofeum 8 razy.
Stan na 15.07.2023. 
| Lp. | Klub           | Zdobywca | Finalista      | Zwycięskie sezony            | Przegrane finały             |   |   |                                                |                        |
| --- | -------------- | -------- | -------------- | ---------------------------- | ---------------------------- | - | - | ---------------------------------------------- | ---------------------- |
| Lp. | Klub           | 1.       | Dinamo Zagrzeb | Zwycięskie sezony            | Przegrane finały             | 8 | 4 | 2002, 2003, 2006, 2010, 2013, 2019, 2022, 2023 | 1993, 1994, 2004, 2014 |
| 2.  | Hajduk Split   | 5        | 4              | 1992, 1993, 1994, 2004, 2005 | 2003, 2010, 2013, 2022, 2023 |   |   |                                                |                        |
| 3.  | Rijeka         | 1        | 3              | 2014                         | 2005, 2006, 2019             |   |   |                                                |                        |
| 4.  | Inter Zaprešić | 0        | 1              |                              | 1992                         |   |   |                                                |                        |
| 4.  | NK Zagreb      | 0        | 1              |                              | 2002                         |   |   |                                                |                        |

### Klasyfikacja według miast
Stan na 15.07.2023.
| Miasto  | Liczba tytułów | Kluby              |
| ------- | -------------- | ------------------ |
| Zagrzeb | 8              | Dinamo Zagrzeb (8) |
| Split   | 5              | Hajduk Split (5)   |
| Rijeka  | 1              | HNK Rijeka (1)     |

### Klasyfikacja według kwalifikacji
| Tytuł                      | Zwycięstw | Finałów |
| -------------------------- | --------- | ------- |
| Mistrz Chorwacji           | 10        | 3       |
| Zdobywca Pucharu Chorwacji | 3         | 10      |